# Aurora (Kansas)
Aurora una ciudad ubicada en el condado de Cloud en el estado estadounidense de Kansas. En el año 2010 tenía una población de 60 habitantes y una densidad poblacional de 200 personas por km².

## Geografía
Aurora se encuentra ubicada en las coordenadas 39°27′6″N 97°31′49″O / 39.45167, -97.53028 (39.451641, -97.530396).

## Demografía
Según la Oficina del Censo en 2000 los ingresos medios por hogar en la localidad eran de $29,583 y los ingresos medios por familia eran $51,667. Los hombres tenían unos ingresos medios de $28,125 frente a los $16,250 para las mujeres. La renta per cápita para la localidad era de $24,213. Alrededor del 9.0% de la población estaban por debajo del umbral de pobreza.